# Борово (гміна Битонь)
Борово (пол. Borowo) — село в Польщі, у гміні Битонь Радзейовського повіту Куявсько-Поморського воєводства.
Населення — 89 осіб (2011).
У 1975-1998 роках село належало до Влоцлавського воєводства.

## Демографія
Демографічна структура станом на 31 березня 2011 року:
|          | Загалом | Допрацездатний вік | Працездатний вік | Постпрацездатний вік |
| -------- | ------- | ------------------ | ---------------- | -------------------- |
| Чоловіки | 50      | 12                 | 28               | 10                   |
| Жінки    | 39      | 4                  | 21               | 14                   |
| Разом    | 89      | 16                 | 49               | 24                   |